# Ksenija Sikunkowa
Ksenija Sikunkowa (auch Ksenia Zikounkova, * 2. Februar 1979 in Leningrad) ist eine ehemalige belarussische Biathletin.
Ksenija Sikunkowa trat erstmals bei den 1999er Juniorenweltmeisterschaften in Pokljuka bei einem internationalen Großereignis an. Im Sprint wurde sie 43., im Einzel kam sie nicht ins Ziel. Zur nächsten Saison trat sie in Hochfilzen bei einem Einzel, in dem sie 68. wurde, erstmals im Biathlon-Weltcup an. Höhepunkt der Saison wurde Sikunkowas Teilnahme an den Europameisterschaften in Haute-Maurienne, wo sie mit der Staffel Fünfte wurde. 2002 trat die Belarussin in Salt Lake City erstmals bei Olympischen Winterspielen an. Bestes Ergebnis war ein 38. Platz im Einzel. Bei den anschließenden Europameisterschaften in Kontiolahti wurde Sikunkowa Sechste mit der Staffel und im Sprint sowie Zehnte in der Verfolgung. Bei der letzten Weltcupstation der Saison am Holmenkollen in Oslo bekam sie als 20. im Sprint und 14. in der Verfolgung erste Weltcuppunkte. Der 14. Platz ist ihr bislang bestes Weltcupergebnis.
Die folgende Saison begann in den Einzelrennen weniger gut, so wurde Sikunkowa in Östersund in der Verfolgung überrundet, doch konnte sie mit der Staffel einen guten Vierten Platz belegen. Die Saison 2002/03 verlief insgesamt unbefriedigend für die Belarussin. Nachdem sie in Forni Avoltri an den Weltmeisterschaften im Sommerbiathlon teilgenommen und als beste Platzierung einen zehnten Platz im Massenstart erreicht hatte, konnte sie 2003/04 nochmals eine sehr gute Saison laufen. In fünf Rennen konnte Sikunkowa Weltcuppunkte sammeln und wurde nach der Saison 48. in der Gesamtwertung. In Hochfilzen schaffte sie mit Jekaterina Iwanowa, Wolha Nasarawa und Alena Subrylawa in der belarussischen Staffel ihren einzigen Weltcupsieg. Auch die Weltmeisterschaften 2004 brachten mit einem 24 im Einzel und einem 27. Platz im Spurt annehmbare und mit dem vierten Platz in der Staffel ein herausragendes Ergebnis. Bei den Europameisterschaften in Minsk wurde sie kurz darauf Siebte im Einzel.
2005 konnte Ksenija Sikunkowa bei der Sommerbiathlon-WM in Muonio mit der belarussischen Staffel den Weltmeistertitel gewinnen. Neben diesem herausragenden Erfolg belegte sie die Plätze zwölf im Sprint und zehn in der Verfolgung. Ihr letztes Großereignis waren die Olympischen Winterspiele 2006 von Turin, wo Sikunkowa im Einzel antrat und 76. wurde.

## Biathlon-Weltcup-Platzierungen
Die Tabelle zeigt alle Platzierungen (je nach Austragungsjahr einschließlich Olympische Spiele und Weltmeisterschaften).
- 1.–3. Platz: Anzahl der Podiumsplatzierungen
- Top 10: Anzahl der Platzierungen unter den ersten zehn (einschließlich Podium)
- Punkteränge: Anzahl der Platzierungen innerhalb der Punkteränge (einschließlich Podium und Top 10)
- Starts: Anzahl gelaufener Rennen in der jeweiligen Disziplin

| Platzierung | Einzel | Sprint | Verfolgung | Massenstart | Staffel | Gesamt |
| ----------- | ------ | ------ | ---------- | ----------- | ------- | ------ |
| 1. Platz    |        |        |            |             | 1       | 1      |
| 2. Platz    |        |        |            |             |         |        |
| 3. Platz    |        |        |            |             |         |        |
| Top 10      |        |        |            |             | 7       | 7      |
| Punkteränge | 2      | 5      | 1          |             | 9       | 17     |
| Starts      | 12     | 37     | 16         |             | 9       | 74     |

## Weblink
- Ksenija Sikunkowa in der Datenbank der IBU (englisch)

| Personendaten    | Personendaten                        |
| ---------------- | ------------------------------------ |
| NAME             | Sikunkowa, Ksenija                   |
| ALTERNATIVNAMEN  | Zikounkova, Ksenia; Sikunkova, Xenia |
| KURZBESCHREIBUNG | belarussische Biathletin             |
| GEBURTSDATUM     | 2. Februar 1979                      |
| GEBURTSORT       | Leningrad                            |